# Іваненко Василь Дмитрович
Василь Дмитрович Іваненко (? — ?) — український радянський діяч, новатор сільськогосподарського виробництва, тракторист колгоспу «Зоря» Переяслав-Хмельницького району Київської області. Депутат Верховної Ради УРСР 6-го скликання.

## Біографія
Народилася в селянській родині. Закінчив курси механізаторів.
З 1950-х років — тракторист колгоспу «Зоря» села Лецьки Переяслав-Хмельницького району Київської області.

## Нагороди
- ордени
- медалі